# Arderás conmigo
Arderás conmigo és una pel·lícula espanyola dirigida pel debutant Miguel Ángel Sánchez l'any 2002.

## Argument
Laura, una tímida professora de misteriosa bellesa, inicia una apassionada relació amb un dels seus alumnes, un adolescent marginal anomenat Israel. El jove comença a freqüentar la decadent mansió en la qual Laura viu amb els seus avis, Irene i Luis, amb el propòsit d'aprofitar-se d'ella. En el transcurs d'aquestes trobades clandestines esclata la violència, revelant inesperadament els foscos secrets que s'amaguen a la casa, i conduint la relació de la parella cap a un joc cada vegada més perillós, en el qual ja no se sap qui utilitza i qui és utilitzat.

## Repartiment
- Cristina Silva... Laura
- Daniel Cabello... Israel
- Manuel de Blas... Luis
- Julieta Serrano	... Irene
- Gabriel Garbisu...	Ricardo
- Alberto Fernández... El Pelos
- Pedro Extremera	...	Noi #1
- Julián Pascual	...	Noi #2
- Francisco Vidal	...	Mendoza
- Celia Bermejo	...	Marisol
- Luisa Solaguren ... Montse

## Nominacions
La cançó de la pel·lícula Ojos de gacela, composta per Eva Gancedo i interpretada per Rasha, fou candidata al Goya a la millor cançó original el 2002.